# Burs distrikt
Burs distrikt är ett distrikt i Gotlands kommun och Gotlands län. 
Distriktet ligger på sydöstra delen av Gotland.

## Tidigare administrativ tillhörighet
Distriktet inrättades 2016 och utgörs av socknen Burs.
Området motsvarar den omfattning Burs församling hade vid årsskiftet 1999/2000.